# Merethe Trøan
Merethe Trøan (Trondheim, 19 de mayo de 1970) es una cantante noruega, conocida por su participación en el Festival de la Canción de Eurovisión 1992.  
De adolescente, Merethe Trøan y su hermana fueron miembros del grupo vocal Pastel, junto a dos hermanos (no emparentados con ellas). En 1985, Pastel participó en la preselección noruega, Melodi Grand Prix, para elegir representante en el Festival de Eurovisión con la canción «Ring Ring Ring» con la que acabaron en tercer lugar. Pastel lanzó un álbum con el mismo nombre que el grupo, antes de disolverse. En 1992, Trøan volvió como solista al Melodi Grand Prix, que consiguió ganar con la canción «Visjoner» por lo que participó en el Festival de la Canción de Eurovisión 1992, celebrado en Malmö, Suecia el 9 de mayo. «Visjoner» solo pudo finalizar en 18.ª posición de un total de 23 participantes, siendo su actuación recordada por habérsele escapado una espontánea risa en mitad de la canción.
Trøan posteriormente trabajó como actor de voz, incluyendo versiones de en noruego de las películas de la Disney La bella y la bestia y El libro de la selva 2.